# علی کان (ارومیه)
علی کان، روستایی است از توابع بخش انزل و در شهرستان ارومیه استان آذربایجان غربی ایران.

## جمعیت
این روستا در دهستان انزل جنوبی قرار دارد و بسیاری ساکنان این روستا به مرکز استان مهاجرت نموده‌اند و طبق آمار سال ۱۳۹۵ حدود ۵۹۶ جمعیت دارد.